# Алфред Делп
Алфред Делп (на немски: Alfred Delp) е германски йезуитски свещеник, философ и борец от съпротивата, участвал в опита за убийство на фюрера Адолф Хитлер от 20 юли 1944 г..

## Биография

### Произход и ранни години (1907 – 1941)
Роден е на 15 септември 1907 година в Манхайм, Германска империя, в семейството на баща протестант и майка католичка. Въпреки че е кръстен като католик, посещава протестантско начално училище и приема лютеранската църква през 1921 г. След горчив спор с лютеранския пастор, той иска и получава първо причастие и потвърждение в католическата църква.
Неговият католически пастор признава разума и любовта на момчето към ученето и го подготвя да учи в Гьотешкуле в Дибург. Вероятно поради двойното възпитание, той по-късно става пламенен поддръжник на по-добри отношения между църквите. След това Делп е основно около католическото младежко движение на Jugendbund Neudeutschland. През 1926 г. се присъединява към обществото на йезуитския орден.
След философски проучвания в Пулах Делп работи три години като префект в Stella Matutina Kolleg във Фелдкирх, където през 1933 г. го заварва нацисткия режим, който го принуждава да напусне. С отец Флатер и професор Алоис Грим, той е сред първите, които пристигат в Шварцвалд, където йезуитите откриват Kolleg St. Blasien за около 300 студенти, принудени да напуснат Австрия. След Свети Бласин, завършва теологията си във Валкенбург, Холандия (1934 – 1936) и във Франкфурт (1936 – 1937).
През 1935 г. Делп публикува своето трагично съществуване, разпространявайки богословски хуманизъм и преразглеждайки екзистенциализма на Мартин Хайдегер. През 1937 г. е ръкоположен като католически свещеник в Мюнхен.
Делп иска да учи философия в Мюнхенския университет, но по политически причини му е отказан достъп до университета. От 1939 г. той работи по редакцията на йезуитското издание Stimmen der Zeit, докато нацистите го затварят през април 1941 г. Тогава е назначен в църквата „Св. Георг“ в мюнхенския квартал Bogenhausen. Той проповядва както в Хейлиг-Блут, така и в Св. Георг, а също и тайно помага на евреите, които бягат в Швейцария.

### Съпротива (1941 – 1944)
Откровената опозиция към нацистите от отделните йезуити води до остра реакция на правителствените служители, включително лишаване от свобода на свещеници в концентрационни лагери. Държавното изземване на църковен имот „Klostersturm“ води до загуба на ценни имоти като тази на „Stimmen der Zeit“ и ограничава работата на йезуитите в Нацистка Германия. Провинциалният йезуит, Августин Рьош, ръководител на отец Делп в Мюнхен, става активен в нелегалната съпротива срещу Хитлер. Той въвежда Делп в кръга Крайсау. От 1942 г. Делп редовно се среща с тази група, за да разработи модел за нов социален ред, след като Третият райх приключи. Ролята на Делп е да обясни католическото социално учение на групата и да уреди контакти между Молке и католическите лидери, включително архиепископ (по-късно кардинал) Конрад Прейзинг от Берлин.

### Арест и съдебен процес (1944 – 1945)
След заговор за убийството на Хитлер от 20 юли 1944 г., специална комисия на Гестапо арестува и разпитва всички известни членове на съпротивата. Делп е арестуван в Мюнхен на 28 юли 1944 г., въпреки че той не е пряко замесен в заговора. Прехвърлен е в затвора Тегел в Берлин. Докато е в затвора, той тайно започва да пише писма, размисли за Адвент, Коледа и други духовни субекти. На 8 декември 1944 г. Делп посещава Франц фон Татенбах, изпратен от Рьош, за да получи окончателните си обрези на Йезуитския орден. Това е забранено, но присъстващите полицаи не разбират какво става. Делп пише в същия ден: "Това беше прекалено много, това, което съм изпълнил, толкова се молех за това, отдадох живота си. Веригите ми вече нямат значение, защото Бог ме намери за достоен за „Винкула аморис“.
Той е съден, заедно с Хелмут Джеймс Граф фон Молтке, Франц Шпер и Ойген Герстенмайер, пред Народна съдебна палата (Volksgerichtshof) на 9 – 11 януари 1945 г., с председател на Роланд Фрайслер. Делп, Молтке и Шпер са осъдени на смърт, заради измяна и предателство. Съдът оттегля обвинението срещу Делп, че е бил наясно със заговора от 20 юли, но отдадеността му на кръга Крейсау, работата му като йезуитски свещеник и християнско-социалният му мироглед са достатъчни, за да бъде определена съдбата му.

### Екзекуция (2 февруари 1945)
Докато е в затвора, Гестапо дава избор на Делп свободата в замяна на напускането на йезуитите, но той отхвърля това предложение. Делп, както и всички затворници, свързани с 20 юли, трябва да носят белезници денем и нощем. Затворниците, които са екзекутирани, са с белезници на ръце зад гърба им. Екзекуцията е осъществена на 2 февруари 1945 г. в затвора Пльоцензе в Берлин. На следващия ден Роланд Фрайслер е убит при въздушна атака. Специална заповед на Хайнрих Химлер изисква останките от всички затворници, екзекутирани във връзка със заговора от 20 юли, да бъдат кремирани и тяхната пепел да се разпръсне в канализационната мрежа. Съответно, тялото на Алфред Делп е кремирано и пепелта му е изхвърлена някъде близо до Берлин, никой не знае къде.